# Lepomis
Lepomis là một chi cá nước ngọt trong họ cá Thái dương Centrarchidae thuộc bộ cá vược Perciformes. Có lẽ loài cá câu thể thao nổi tiếng nhất trong chi này được ghi nhận là loài cá Thái dương xanh, chúng cũng là loài có tính xâm lấn mạnh. Chúng thuộc nhóm cá nước lạnh.

## Các loài
Hiện hành có 13 loài được ghi nhận trong chi này:
- Lepomis auritus (Linnaeus, 1758)
- Lepomis cyanellus (Rafinesque, 1819)
- Lepomis gibbosus (Linnaeus, 1758)
- Lepomis gulosus (G. Cuvier, 1829)
- Lepomis humilis (Girard, 1858)
- Lepomis macrochirus (Rafinesque, 1819) (Cá Thái dương xanh)
- Lepomis marginatus (Holbrook, 1855)
- Lepomis megalotis (Rafinesque, 1820)
- Lepomis microlophus (Günther, 1859)
- Lepomis miniatus (D. S. Jordan, 1877)
- Lepomis peltastes (Cope, 1870)
- Lepomis punctatus (Valenciennes, 1831)
- Lepomis symmetricus (S. A. Forbes, 1883)